# Jaume-Patrici Sayrach i Fatjó dels Xiprers
Jaume-Patrici Sayrach i Fatjó dels Xiprers (Barcelona, 31 d'octubre de 1929 - Barcelona, 1 de gener de 2023) fou un sacerdot catòlic, polític, escriptor i editor català.

## Trajectòria
Va néixer a Barcelona l'any 1929 com al tercer de cinc germans. De molt petit va perdre la mare (1932), al cap de quatre anys, el pare i l'avi i, en acabar la guerra civil, l'àvia. Va estudiar el batxillerat intern als Escolapis de Sarrià. Iniciada la carrera de Medicina va entrar al seminari de Barcelona. L'any 1957 va rebre l'ordenació sacerdotal. Va exercir de vicari tres anys i mig a Vilafranca del Penedès i dos al Poblenou de Barcelona. El 1965 va obtenir la llicenciatura en Teologia a la Pontifícia Universitat Gregoriana de Roma.
El setembre del mateix any, el bisbe Gregorio Modrego Casaus el va destinar a Santa Coloma de Gramenet per fundar una parròquia al barri del Fondo, de la qual va ser rector durant catorze anys. En equip amb els vicaris Salvador Cabré, Joaquim Trias i Josep Esquirol (van rebre tots tres al mateix temps l'encàrrec de fundar les parròquies dels barris de Singuerlín, Riu i Raval), seguint el Concili Vaticà II, van adoptar una pastoral centrada en la figura de Jesús i amb la doble vessant de la fe: la descoberta de la presència oculta de Déu al món i la prevalença de l'amor als altres, remarcant-ne el compromís de fer una societat més humana.
L'any 1969 va impulsar la revista Grama i uns anys després, el Club de Debats. L'any 1979 va entrar de regidor a l'Ajuntament, com a independent de la llista del Partit Socialista Unificat de Catalunya (PSUC), i a instàncies del seu amic i company Lluís Hernández, primer alcalde postfranquista de Santa Coloma de Gramenet. Va ser uns anys regidor d'Urbanisme i anys després de Planificació, i se li va encarregar l'elaboració del Pla Estratègic Santa Coloma 2000.
L'any 1987 va fundar el Centre de Normalització Lingüística L'Heura. El 1996 va crear l'associació Fòrum-Grama i la revista del mateix nom; i Edicions Fòrum-Grama, que va publicar 16 llibres (vuit dels quals escrits peer ell mateix). El 2005 va promoure l'associació Amics i Amigues del Fondo, com una vocalia de Fòrum-Grama.
Des del 2007 fins que es va morir va escriure en el seu propi bloc, inicialment anomenat Prímula i dos anys després, Capvespre, del qual la primavera del 2017 va estrenar la remodelació feta per Edicions Clariana, fundada pel seu amic Eugeni Madueño. Va escriure en les revistes locals i en els diaris Avui, La Vanguardia i El Punt Avui.
L'any 2015 es va inaugurar la sala d'actes de la Biblioteca el Fondo amb el seu nom. L'any 2016 se li va concedir el Premi Ciutat de Santa Coloma en la categoria d'activitat continuada a favor de la ciutat.
L'1 de gener de 2023 va morir a la residència de les Germanetes dels Pobres, situada a la plaça de Tetuan de Barcelona.

## Obres
- En el Fondo, Santa Coloma de Gramenet, Edicions Fòrum-Grama, 2001
- Abelard Sayrach. L'últim combat, Santa Coloma de Gramenet, Edicions Mediterrània i Fòrum-Grama, 2003
- Gent de Santa Coloma (conjuntament amb Odei Antxustegi-Etxearte) Santa Coloma de Gramenet, Edicions Fòrum-Grama, 2004
- Cartes per pensar (conjuntament amb altres) Santa Coloma de Gramenet, Edicions Fòrum-Grama, 2004
- Santa Coloma als comtats catalans, Santa Coloma de Gramenet, Edicions Fòrum-Grama, 2006
- Escrit a Santa Coloma, Santa Coloma de Gramenet, Edicions Fòrum-Grama, 2007
- L'esperança d'una Església pobre i evangèlica, Santa Coloma de Gramenet, Edicions Fòrum-Grama, 2008
- Sayrach, recerca genealògica, Santa Coloma de Gramenet, Edicions Fòrum-Grama, 2009
- Vuitanta anys. Fragments del Dietari 2007-2009, Santa Coloma de Gramenet, Edicions Fòrum-Grama, 2009
- Santa Coloma de Sens. Llegenda àuria, Santa Coloma de Gramenet, Edicions Fòrum-Grama, 2013
- Llum al corraló, Santa Coloma de Gramenet, Edicions Fòrum-Grama, 2013